# Want (3OH!3)
Want è il secondo album in studio del gruppo musicale statunitense 3OH!3, pubblicato nel 2008.

## Tracce
Standard edition
1. Tapp – 1:01
2. PunkBitch – 3:51
3. Don't Trust Me – 3:12
4. Chokechain – 3:31
5. I'm Not Your Boyfriend Baby – 3:44
6. I Can't Do It Alone – 3:00
7. Starstrukk – 3:04
8. Richman – 3:19
9. Photofinnish – 3:55
10. Still Around – 3:07
11. Holler Til You Pass Out – 4:10
12. Colorado Sunrise – 3:22

Tracce bonus Edizione deluxe
1. Starstrukk (featuring Katy Perry) – 3:22
2. Don't Trust Me (Benny Blanco Remix) (featuring Kid Cudi) – 3:16
3. Still Around (Big Mix) – 3:25